# René-Henri Olry
René-Henri Olry, francoski general, * 28. junij 1880, Lille, † 3. januar 1944, Angoulême.
Leta 1940 je poveljeval francoski vojski v Alpah med bitko za Francijo.